# Teatro Massimo
Teatro Massimo Vittorio Emanuele je operna hiša in operna družba, ki stoji na trgu Piazza Verdi v Palermu na Siciliji. Posvečena je bila kralju Viktorju Emanuelu II. Je največja v Italiji in ena največjih v Evropi (ob ustanovitvi je bila - s svojo površino 7730 kvadratnih metrov - tretja največja operna hiša v Evropi za palačo Garnier v Parizu in  Wiener Staatsoper na Dunaju) , znana po svoji popolni akustiki

## Gradnja in otvoritev
Mednarodni natečaj za ustanovitev operne hiše je leta 1864 na pobudo župana Antonia Starrabbe di Rudinì objavil svet v Palermu. Že vrsto let se je govorilo o gradnji novega velikega gledališča v Palermu, ki bi bilo vredno drugega največjega mesta v južni Italiji (za Neapljem) in bi bilo zasnovano za promocijo podobe mesta po združitvi Italije leta 1861.
Operno hišo je zasnoval in nadziral italijanski arhitekt Giovan Battista Filippo Basile, ki je bil na Siciliji dobro znan po svojem prejšnjem načrtu obnove stolnice v mestu Acireale, pa tudi po zasnovi vrtov in vil v mestu Palermo in Caltagironeju. Po smrti G. B. F. Basileja leta 1891 je gradnjo nato nadzoroval njegov sin, arhitekt Ernesto Basile.
Podjetje Rutelli in Machì, ki sta ga zastopala Giovanni Rutelli in Alberto Machì (oba ustanovna člana podjetja), je dobilo delo za glavno stavbo gledališča, ki je pod tehničnim in gradbenim vodstvom arhitekta Giovannija Rutellija potekalo od temeljev vse do mansardne strukture gledališča. Bil je odgovoren tudi za vse zunanje okraske stavbe. Rutelli je sprva zasnoval parni stolpni žerjav za dviganje materiala, ki je nato med gradnjo zelo velikega gledališča uspešno dvignil velike kamnite bloke in stebre v grško / rimskem slogu.
Giovanni Rutelli je pripadal zelo stari in priznani italijanski družini s potrjenim poreklom z Britanskega otočja, družini, ki je vključevala tudi arhitekte in kiparje iz stare sicilijanske klasične in baročne šole ter gradbene izvajalce, vsi podjetniki segajo v prvo polovico 18. stoletje v Palermu. Skupaj z arhitektom D. Mariom Rutellijem (Giovannijevim pradedkom) so takrat veljali za najbolj tehnično in umetniško specializirane strokovnjake na Siciliji, še posebej zaradi poglobljenega znanja in izkušenj Maria Rutellija in njegovih potomcev v starogrški / rimski arhitekturi, pa tudi normanski arhitekturi. Ta slog je zahteval uporabo naravnega debelega kamna, ki je bil del strukturne zasnove. Dva zelo velika bronasta kipa levov, ki sedita ob monumentalnem vhodu v gledališče, je ustvaril sin Giovannija Rutellija, kipar Sir Mario Rutelli in Benedetto Civiletti.
Gradnja se je začela 12. januarja 1874, vendar se je ustavila za osem let od 1882 do 1890. Končno je bila 16. maja 1897, dvaindvajset let po polaganju temeljnega kamna, četrta največja operna hiša v Evropi takrat - za Kraljevo operno hišo v Londonu, Palais Garnier v Parizu in Dunajsko operno hišo - so slovesno odprli z izvedbo Verdijevega Falstaffa pod vodstvom Leopolda Mugnoneja.
Notranjost so okrasili in poslikali Rocco Lentini, Ettore De Maria Bergler, Michele Cortegiani in Luigi Di Giovanni.
Doprsne kipe znanih skladateljev je za gledališče izklesal italijanski kipar Giusto Liva (rojen v Montebelluni v Trevisu leta 1847) in več njegovih sinov.

## Objekti in novejša zgodovina
Teatro Massimo je največje gledališče v Italiji. Basileja je navdihnila starodavna in klasična sicilijanska arhitektura, zato je bila zunanjost zasnovana v visokem neoklasicističnem slogu, ki vključuje elemente grških templjev v Selinuntu in Agrigentu. Avditorij, zgrajen v poznorenesančnem slogu, je bil načrtovan za 3000 ljudi, v sedanji obliki pa ima 1381 sedežev, sedem stopenj lož, ki se dvigajo okoli nagnjenega odra,in je oblikovano v tipičnem podkvastem slogu.
Leta 1974 je bila hiša zaprta zaradi popolne prenove, ki so jo zahtevali posodobljeni varnostni predpisi, vendar so k zamudi dodali previsoke stroške, korupcijo in politične spore, zato je bila zaprta triindvajset let, dokončno pa se je odprla 12. maja 1997, štiri dni pred stoletnico. Operna sezona se je znova začela leta 1999, čeprav je bila Verdijeva Aida izvedena leta 1998, medtem ko so se dela nadaljevala.
Med restavriranjem so v Teatru Politeama, manjši stavbi nedaleč od Teatra Massimo, izvajali redne operne sezone. Poleti v Teatro della Verdura prirejajo nekaj predstav, običajno koncertov, baleta in operete.
V zadnjih letih hišo pestijo obtožbe o korupciji in političnem vmešavanju ... skupaj s proračunskimi primanjkljaji in velikimi dolgovi, a pod njenim takratnim angleškim glasbenim direktorjem Janom Lathamom Koenigom poročajo, da je spet na pravi poti.
2013–2014 je bil dveletni premor pod vodstvom comissario straordinario Fabio Carapezza Guttuso, ki je kot umetniška svetovalca pripeljal Lorenza Amatota in Eytana Pessena. Pod vodstvom Carapezze Guttuso je gledališče ponudilo pester program, med drugim Feuersnot Richarda Straussa , Gisela! Hansa Wernerja Henzeja, Jaromirja Weinbergerja Švanda dudák in povečano baletno dejavnost. Trenutni intendant je izkušeni Francesco Giambrone. Od leta 2020 je glasbeni direktor Omer Meir Wellber. Zamenjal je Gabriele Ferro, ki je zdaj častni direktor.

## V filmih
Zadnji prizori filma "Boter 3" so bili posneti v Teatro Massimo kjer je bila izvedena opera Cavalleria rusticana.